# Carta de professió
Les cartes de professió són el document on les noves monges escrivien el ritu que seguirien en la seva cerimònia de Professió. Són importants en la mesura que donen informació diversa, tant de les comunitats religioses com del nivell d'alfabetització de les dones. A través d'elles se sap que els ritus de la professió es conserven encara tal com van ser establerts els primers temps. A Catalunya, els primers monestirs de monges van ser el de Sant Pere de les Puel·les de Barcelona, ja existent al 945, i el de Sant Daniel de Girona del 1017. Es mantenen els vots solemnes, la vida comunitària i l'obediència, a més de la petició escrita i firmada per la monja mateix.

## Característiques
Tal com la Regla de San Benet esmenta, una setmana abans de professar, la novella a novícia podia començar a dibuixar i decorar la carta, sempre al recte, o bé demanar a una altra monja que la hi decorés. Passada aquesta setmana d'exercicis, es procedia a la cerimònia, en què la monja realitzava els vots perpetus i presentava la seva carta de professió davant l'altar. Uns dies després, es realitzava la diligència, que s'escrivia al recte, i que signaven la priora i la superiora, a més de la nova monja, en presència de diversos testimonis. Aquestes cartes eren dipositades per sempre al monestir.
La majoria de les cartes de professió que es conserven segueixen un ordre o estructura similar, tant a Catalunya com en grans monestirs d'Espanya, com són Santa Maria de las Huelgas o el Monestir de Bernardes d'Alcalá de Henares, per exemple. Sempre s'escriu una diligència en la qual la nova monja deixa les seves dades personals com a testimoni de la professió: nom i cognoms de la monja, noms dels pares, lloc de naixement o de residència i edat en el moment de professar. Aquests documents són signats per la titular i queden ratificats a través de la signatura d'altres monges, que solen ser l'abadessa, la priora i una tercera monja, normalment d'edat avançada. La carta sol ser escrita per ella mateixa, tot i que en el cas que la monja sigui analfabeta, una altra germana realitza per ella l'escrit; aquesta altra monja sol ser la depositària o la mestra de novelles.

## Tipologia
A més de l'estructura formal, es troben diferents tipologies de cartes segons les seves característiques externes. La decoració sol ser mot rica. L'escrit mai ocupa el total del full, normalment la caixa d'escriptura ocupa només una part, ja que solen estar decorades amb motius vegetals o animals, geomètrics, o bé motius religiosos o figuratius d'àngels, sants o verges, arquitectures, etc. Tot i que teòricament la carta la decorava la mateixa monja o una altra germana de la comunitat, normalment ho acabava fent un dibuixant o miniaturista, almenys fins a l'aparició i expansió de la impremta, moment en què es crearen models o plantilles amb la decoració preparades i on només calia escriure la carta en si.